# キン肉マンII世 超人聖戦史
『キン肉マンII世 超人聖戦史』は、2003年1月30日にバンダイから発売されたワンダースワンカラー用ロールプレイングゲームソフトである。『キン肉マンII世』のワンダースワン作品第2弾。

## 概要
プレイヤーはオリジナル超人となり、世界中を回りながら超人たちを仲間にしたり、師弟になり技を教えてもらったりしながら、『キン肉マン』の世界を追体験していくゲームである。

## システム
属性
主人公には属性ゲージが設定されており、自由行動やイベント中に起こる選択肢を選ぶことにより変動する。これによりストーリーが分岐したり、主人公の姿形が変化する場合がある。
自由行動
世界中を回り、超人たちを仲間にしたり、イベントを起こすことにより属性ゲージを変動させることができる。一定の条件を満たしていれば師弟になり技を教えてもらったりできる。ただし超人たちは「正義」「中立」「悪行」の3タイプに分かれ、一定の属性ゲージでないと断られたり、襲われたりする。
バトル
「打撃」「投げ」「関節」「防御」のコマンドを選び闘う。相手に有利な攻撃を決めると必殺技ゲージが一つ溜まって「必殺」のコマンドが選べるようになり、決められたコマンドを入力すると必殺技を出す事ができる。一部のキャラクターは気力ゲージが溜まり体力が一定値を切ると、「火事場のクソ力」などの能力を発揮し、能力が上がる。勝利すると経験値を獲得し、100になるとレベルアップ。
またCPUが操作する超人には一定の攻撃パターンがある。

## ストーリー
ヘラクレス・ファクトリー（以下H・F）第三期生ザ・マスク（名前は変更可）はファクトリーを卒業し、日本駐屯の任務をサボるキン肉万太郎と入れ替え戦を行うことになっていた。しかし万太郎は悪行超人スカーフェイスにさらわれていた。ミートから事情を聞いた新世代超人と協力し、スカーフェイスを倒すザ・マスクたち。その時急に空間が歪みだし、何者かの手によりミート以外のその場に居合わせた新世代超人たちは伝説超人の時代にタイムワープさせられてしまう。
新世代編
本ゲームのチュートリアル編となる。ボスはスカーフェイス。初期レベルでも突破できる。
超人オリンピック編
原作の第21回超人オリンピックに当たる話。主人公や一部の新世代超人は参加することができるが、時間経過により参加しないことも選択できる。ミニゲームのジャンケンと新幹線アタックをクリアすれば本戦に進み、ランダムで選ばれた本戦の相手と戦い優勝を目指す。クリア推奨命玉（レベル）は20程度。
主人公が優勝すれば7人の悪魔超人編で、キン肉マンの代わりに挑戦を受けることになる。また、主人公がトーナメント1回戦でキン肉マンを倒し、途中で敗退してもキン肉マンが優勝したことになる。
7人の悪魔超人編
原作通り、ステカセキングとブラックホールとの2連戦が発生する。その後、正義ルートならば3人勝ち抜きの団体戦とタッグマッチが行われる。悪行ルートならば正義超人と2戦が行われ、さらに新世代超人との1対5の連戦がある。新世代超人を育てていると難易度が跳ね上がる。正義ルートのクリア推奨命玉（レベル）は25程度。
黄金のマスク編
原作とは違い、シルバーマスクの加護を受けるのはキン肉マンではなく、主人公の場合もある。ルート次第で出現しない。クリア推奨命玉（レベル）は30程度。
夢の超人タッグ編
宇宙超人タッグトーナメントが開催され、参加不参加を選択でき、条件を満たしたら乱入もできる。原作で参加する超人はパートナーに選べないため新世代超人か悪魔超人などをパートナーに選ぶことになる。ルート次第では開催自体しない。クリア推奨命玉（レベル）は35程度。
王位争奪編
原作通りのルートやビッグボディ以外の候補の仲間になること、開催前に主人公が運命の5王子を倒しに行くことができる。クリア推奨命玉（レベル）は45 - 50程度。

## 登場キャラクター
ザ・マスク
本作の主人公。H・F3期生。作者ゆでたまごが描き下ろした本作のオリジナルキャラクター。「正義」「中立」「悪行」の3タイプに分かれる。
「夢の超人タッグ編」では任意の超人とアルティメットコンビもしくは乱入者コンビを組んで出場する。
必殺技（デフォルト）
レベル1 ストレッチング・トマホーク
レベル4 スコーピオンバスター
バッファローマン（現在）
H・F教官の伝説超人。主人公が投げタイプの場合、最初に戦うことになる。
必殺技
レベル1 ハリケーン・ヒート
レベル2 ハリケーン・ミキサー
レベル3 ロングホーン・トレイン（タッグ技）
レベル4 超人十字架落とし
ラーメンマン（現在）
H・F教官の伝説超人。主人公が関節技タイプの場合、最初に戦うことになる。
必殺技
レベル1 レッグ・ラリアート
レベル2 キャメル・クラッチ
レベル3 百戦百勝脚
レベル4 九龍城落地
ジェロニモ（現在）
H・F教官の伝説超人。主人公が打撃タイプの場合、最初に戦うことになる。
必殺技
レベル1 トマホーク・チョップ
レベル3 アパッチの雄たけび
キン肉万太郎
『キン肉マンII世』本編の主人公。現代編ではスカーフェイスに拉致されるため、過去編から仲間になる。他の新世代超人より命玉（レベル）が高め。
必殺技
レベル1 マンタロー一番絞り
レベル2 キン肉バスター（習得技）
レベル3 イロハ地獄めぐり
レベル4 マッスル・ミレニアム
潜在能力 火事場のクソ力（力・防御力・素早さ各10％アップ）
弟子入り条件 日本出身or投げタイプor15歳以下
習得条件 投げレベル10以上にして日本訓練場で倒す
テリー・ザ・キッド
テリーマンの息子。H・F1期生。team-AHOの一人。team-AHOは万太郎が共にいないと仲間にはならない。
必殺技
レベル1 テキサス・トルネード・キャッチ
レベル2 カーフ・ブランディング
レベル3 テキサス・クローバー・ホールド（習得技）
弟子入り条件 北アメリカ出身
習得条件 関節レベル5以上にして北アメリカ訓練場で倒す
ガゼルマン
H・F1期生。team-AHOの一人。素早さが高い。
必殺技
レベル1 ハイキック
レベル2 悪い子だ!（習得技）
レベル3 アントラーフィスト
弟子入り条件 アフリカ出身or打撃タイプ
習得条件 打撃レベル11以上にしてアフリカ訓練場で倒す
セイウチン
H・F1期生。team-AHOの一人。力が高い。
必殺技
レベル1 メガトンドロップキック
レベル2 ツームストン・パイルドライバー
レベル3 お魚アタック
ジェイド
H・F2期生。打撃に秀でる。
必殺技
レベル1 胴倒しかかと落とし
レベル2 ビーフケーク・ハマー
レベル3 ベルリンの赤い雨
チェック・メイト
サンシャインの弟子。バランス型。属性ゲージがやや低くても仲間にできる。
必殺技
レベル1 ケンタウロスの黒い嘶き
レベル2 ルーク・スカイツイスター
レベル3 馬式誉れ落とし
潜在能力 グランド・スラム（防御力30％アップ）
ケビンマスク
ロビンマスクの息子。他の新世代と比べると命玉（レベル）が高め。主人公が中立状態でないと仲間にできない。OLAPは一定の条件を満たせば使用できる。
必殺技
レベル1 ロイヤル・ストレッチ
レベル2 タワー・ブリッジ
レベル3 ビッグベン・エッジ（習得技）
レベル4 OLAP
潜在能力 メイル・ストロームパワー（力30％アップ）
弟子入り条件 ユーラシア出身or投げタイプ
習得条件 全ての技レベル10以上にしてユーラシア訓練場で倒す
スカーフェイス
新世代の悪行超人。他の新世代と比べると命玉（レベル）が高め。悪行ルートを辿る場合は彼が唯一の味方となる。
必殺技
レベル1 バッファロー・ブランディング
レベル2 スワロウテール
レベル3 デンジャラス・ジャーマンスープレックス（習得技）
レベル4 アルティメット・スカー・バスター
潜在能力 マッドネスマスク（力30％アップ）
弟子入り条件 ユーラシア出身or投げタイプ
習得条件 投げレベル15以上にしてユーラシア訓練場で倒す
キン肉スグル
前作『キン肉マン』の主人公。キン肉万太郎の父。正義ルートを辿ると、主人公の代わりに操作し闘うこともある。
必殺技
レベル1 キン肉バスター（習得技）
レベル2 キン肉ドライバー
レベル3 マッスル・ドッキング（タッグ技）
レベル4 完璧版マッスル・スパーク
潜在能力 火事場のクソ力（力・防御力・素早さ各10％アップ）
弟子入り条件 日本出身or投げタイプ
習得条件 投げレベル7以上にして日本訓練場で倒す
テリーマン
キン肉マンの親友。テリー・ザ・キッドの父。関節技を得意とする。
必殺技
レベル1 スピニング・トゥホールド
レベル2 カーフ・ブランディング
レベル3 テキサス・クローバー・ホールド（習得技）
レベル4 マッスル・ドッキング（タッグ技）
弟子入り条件 北アメリカ出身
習得条件 関節レベル16以上にして北アメリカ訓練場で倒す
ロビンマスク
ケビンマスクの父。超人オリンピック編以降で仲間にできる。弟子入りする条件が少々特殊。
必殺技
レベル2 タワー・ブリッジ（習得技）
レベル3 タッグ・フォーメーションA（タッグ技）
レベル4 ロビン・スペシャル
潜在能力 ロビン戦法 円は直線を包む（回避率20%アップ）
弟子入り条件 ユーラシア出身
習得条件 全ての技レベル8以上にしてユーラシア訓練場で倒す
ラーメンマン
残虐超人。豊富に技を持つ。やや登場時期が短め。
必殺技
レベル1 レッグ・ラリアート
レベル2 キャメル・クラッチ
レベル3 百戦百勝脚（習得技）
レベル4 九龍城落地
弟子入り条件 ユーラシア出身or打撃タイプ
習得条件 打撃レベル15以上にしてユーラシア訓練場で倒す
ブロッケンJr.
残虐超人。ブロッケンマンの息子。初期ステータスはそれほど高くはなく、弟子入り条件も容易。
必殺技
レベル1 ベルリンの赤い雨（習得技）
レベル2 ハンブルクの黒い霧
レベル3 ブレーメン・サンセット
弟子入り条件 ユーラシア出身or17歳以下
習得条件 打撃レベル7以上にしてユーラシア訓練場で倒す
ウォーズマン
ロビンマスクの弟子。初期能力は他の正義超人よりやや上。超人オリンピックでは敵として闘うこともある。
必殺技
レベル1 スクリュー・ドライバー
レベル2 スクリュー・ドライバー・1200万パワー
レベル3 タッグ・フォーメーションA（タッグ技）
レベル4 パロ・スペシャル
潜在能力 ウォーズマン・スマイル（力20％UP）
リキシマン
正義超人。能力は相棒のブロッケンJr.と同程度。同じく弟子入り条件が容易。
必殺技
レベル1 合掌ひねり
レベル2 ルービックキューブ張り手（習得技）
弟子入り条件 日本出身or17歳以下
習得条件 打撃レベル6以上にして日本訓練場で倒す
ペンタゴン
中立タイプの正義超人。技は豊富。
必殺技
レベル1 空中殺法
レベル2 スペースファルコン
レベル3 四次元交差（タッグ技）
レベル4 ストップ・ザ・タイム
ベンキーマン
中立タイプの正義超人。正義側の伝説超人で唯一タッグトーナメントのパートナーにできる。
必殺技
レベル1 クリーンアタック
レベル3 ベンキ流し
プリンス・カメハメ
キン肉マンの師匠。原作ではタッグ編で死亡するが、展開によっては生存させることも可能。
必殺技
レベル1 ゴリー・エスペシャル
レベル2 カメハメ仏壇落とし
レベル3 バック・フィリップ（習得技）
弟子入り条件 関節タイプ
習得条件 関節レベル14以上にして北アメリカ訓練場で倒す
モンゴルマン
ラーメンマンの変装した姿。初期能力は元より高い。
必殺技
レベル1 フライング・レッグラリアート
レベル3 ロングホーン・トレイン（タッグ技）
ステカセキング
7人の悪魔超人の1人。悪魔超人の中では格下だが、特殊能力を持っている。
必殺技
レベル2 悪魔のシンフォニー
潜在能力 超人大全集（4パターンのうちでランダムで使用）
ブラックホール
7人の悪魔超人の1人。ペンタゴンの従兄弟。後半タッグで襲ってくることもある。
必殺技
レベル1 吸引ブラックホール
レベル2 シャドー・コブラツイスト
レベル3 四次元交差（タッグ技）
潜在能力 四次元殺法（回避率20%アップ）
ミスター・カーメン
7人の悪魔超人の1人。団体戦で闘う。
必殺技
レベル2 ミイラパッケージ
ザ・魔雲天
7人の悪魔超人の1人。団体戦で闘う。防御力が高い。
必殺技
レベル2 マウンテンドロップ
アトランティス
7人の悪魔超人の1人。団体戦で闘う。地味に全属性の技を持つ。
必殺技
レベル1 ウォーター・マグナム
レベル2 アトランティスドライバー
レベル3 水芸セントヘレンズ大噴火
潜在能力 悪魔霊術血しばり（1ターン相手の行動を封じる）
スプリングマン
7人の悪魔超人の1人。バッファローマンとのタッグ技を持つ。
必殺技
レベル2 デビル・トムボーイ
レベル4 スプリング・バズーカ（タッグ技）
バッファローマン（悪魔）
7人の悪魔超人たちのリーダー。悪魔超人編のボス。参戦時期はごくわずか。
必殺技
レベル2 ハリケーン・ミキサー
レベル3 デビルシャーク
レベル4 スプリング・バズーカ（タッグ技）
潜在能力 悪魔霊術キズうつし（発動ターンまで受けたダメージの20%を相手に返す）
ジェロニモ
黄金のマスク編より登場。新人の超人だが、初期能力は高め。
必殺技
レベル1 トマホーク・チョップ
レベル3 アパッチの雄たけび（習得技）
潜在能力 タムタムの木（回避率20%アップ）
弟子入り条件 北アメリカ出身or打撃タイプ
習得条件 全ての技レベル10以上にして北アメリカ訓練場で倒す
スニゲーター
悪魔六騎士の1人。原作と違い主人公で闘うことになる。
必殺技
レベル1 地獄の宇宙遊泳
レベル2 エリマキ・カッター
レベル3 ティラノ・ハンド
プラネットマン
悪魔六騎士の1人。同じく主人公で闘う。
必殺技
レベル1 ヘル・ザ・プラネットリング
レベル2 魔技 惑星直列
レベル3 アポロンダイナマイト
潜在能力 魔技 人面プラネット（発動ターンに受けたダメージを相手に返す）
ジャンクマン
悪魔六騎士の1人。ウォーズマンの体内にて闘う。
必殺技
レベル2 ジャンク・クラッシュ
レベル3 血の海地獄
潜在能力 魔技 ダブルフェイス（命中率20%アップ）
ザ・ニンジャ
悪魔六騎士の1人。素早さが高く、潜在能力も侮れない。属性ゲージが低いと仲間にはならない。
必殺技
レベル1 忍法 クモ糸縛り
レベル2 忍法 身体あやつりの術
レベル3 忍法 業火羽輪の術（習得技）
潜在能力 順逆自在の術（発動したターンの相手の攻撃を相手自身に返す）
弟子入り条件 日本出身
習得条件 全ての技レベル11以上にして日本訓練場で倒す
アシュラマン
悪魔六騎士の1人。属性ゲージが低いと仲間にはならない。サンシャインとのタッグ技を持っている。
必殺技
レベル2 阿修羅バスター
レベル3 改良 阿修羅バスター
レベル4 阿修羅火玉弾（タッグ技）
潜在能力 阿修羅面怒り（力20%アップ）
サンシャイン
悪魔六騎士の1人。属性ゲージが低くないと仲間にならない。アシュラマンとのタッグ技を持っている。
必殺技
レベル1 地獄のピラミッド
レベル2 地獄の凱旋門
レベル3 呪いのローラー
レベル4 阿修羅火玉弾（タッグ技）
悪魔将軍
悪魔超人を統べる存在。黄金のマスク編のボス。能力は高く、パートナーとしても頼れる。
必殺技
レベル1 魔の将軍クロー
レベル2 超人圧搾機（習得技）
レベル3 地獄のメリー・ゴーラウンド
レベル4 地獄の断頭台
潜在能力 硬度10 ダイヤモンドパワー（防御力30%アップ）
弟子入り条件 なし（属性ゲージのみ）
習得条件 打撃レベル13以上にして南アメリカ訓練場で倒す
バッファローマン（正義）
改心したバッファローマン。能力は同じだが仲間条件や技が異なり、潜在能力も抹消。
必殺技
レベル1 ハリケーン・ヒート
レベル2 ハリケーン・ミキサー
レベル3 ロングホーン・トレイン（タッグ技）
レベル4 超人十字架落とし
キン肉マングレート・初代
キン肉マンのタッグパートナー。その正体はカメハメ。能力は元より高い。タッグ編開始直前のみ登場。
必殺技
レベル1 ゴリー・エスペシャル
レベル2 カメハメ仏壇落とし
レベル3 バック・フィリップ（習得技）
レベル4 マッスル・ドッキング（タッグ技）
弟子入り条件 プリンス・カメハメと同じ
習得条件 プリンス・カメハメと同じ
キン肉マングレート・2代目
キン肉マンのタッグパートナー。正体はテリーマン。能力は元より高い。
必殺技
レベル1 テキサス・コンドル・キック
レベル2 カーフ・ブランディング
レベル3 テキサス・クローバー・ホールド（習得技）
レベル4 マッスル・ドッキング（タッグ技）
弟子入り条件 テリーマンと同じ
習得条件 テリーマンと同じ
ケンダマン
完璧超人の偵察隊。技が多いため、スクリュー・キッドよりは使える。
必殺技
レベル1 サソリ固め
レベル2 ケン玉ヘッド・バット
レベル4 地獄のネジ回し（タッグ技）
スクリュー・キッド
完璧超人の偵察隊。ケンダマンより素早い。
必殺技
レベル2 四点スクリュー責め
レベル4 地獄のネジ回し（タッグ技）
ネプチューンマン
完璧超人の首領。夢の超人タッグ編のボス。後に改心する。能力値が高く、戦力となる。
必殺技
レベル1 ダブルレッグスープレックス
レベル2 クォーラル・スペシャル
レベル3 クォーラル・ボンバー（習得技）
レベル4 クロス・ボンバー（タッグ技）
弟子入り条件 ユーラシア出身or打撃タイプ
習得条件 打撃レベル18以上にしてユーラシア訓練場で倒す
ビッグ・ザ・武道
完璧超人の首領。夢の超人タッグ編のボス。完璧超人はすべて中立超人であるため、属性ゲージには微妙な調節が必要。
必殺技
レベル2 メガトン･キング落とし（習得技）
レベル4 クロス・ボンバー（タッグ技）
弟子入り条件 日本出身
習得条件 投げレベル17以上にして日本訓練場で倒す
フォーク･ザ･ジャイアント
ノーリスペクトの一人。打撃に秀でている。初期命玉（レベル）が50と高い。
必殺技
レベル1 デンジャー・フォーク・リフト
レベル2 キャタピラー・ラップ
レベル3 串刺し昆虫採集
ハンゾウ
ノーリスペクトの一人。投げに秀でているが打撃や関節も兼ね備えている。初期命玉（レベル）が50と高い。
必殺技
レベル1 極意 傀儡人形
レベル2 牛馬断体車
レベル3 御面頂戴
レベル4 極意 釣鐘割り
ボーン・コールド
ノーリスペクトの一人。打撃と関節技に秀でている。他の二人より命玉が低い。
必殺技
レベル1 3Dクラッシュ
レベル2 ナスティー・ギムレット
レベル3 シューティング・アロー
ザ・ホークマン
飛翔チーム先鋒。素早さが高い。
必殺技
レベル1 スパイラル・ブレット
レベル2 ウイング・カッター
レベル3 フロント・スープレックス
ミスターVTR
飛翔チーム次鋒。攻撃パターンが読み辛く、長期戦になると動きを封じられることもある。
必殺技
レベル1 カメラレンズ・ズーム・アウト
レベル2 シーン・チェンジャー
レベル3 状況予測装置
潜在能力 アクション・ストップ（1ターン相手の行動を封じる）
ミキサー大帝
飛翔チーム中堅。原作と違い普通に闘える。
必殺技
レベル1 トラースキック
レベル3 パワー分離機
キング・ザ・100t
飛翔チーム副将。パワーで押してくる超人。体力も高い。
必殺技
レベル1 ジェット・ローラー・シーソー80t
レベル2 Uターンシーソー
レベル3 ジェット・ローラー・シーソー100t
キン肉マンマリポーサ
飛翔の神の刺客。素早さが高く、潜在能力で苦戦させられる。
必殺技
レベル1 モクテスマ・ディフェンス
レベル2 アステカ・セントーン
レベル3 偽マッスル・リベンジャー（習得技）
潜在能力 秘技・鉄杭縛り（1ターン相手の行動を封じる）
弟子入り条件 なし（属性ゲージのみ）
習得条件 全ての技レベル15以上にして北アメリカ訓練場で倒す
ザ・マンリキ
技巧チーム先鋒。技が少なく特に秀でた点もない。
必殺技
レベル2 スクランブル・バイス
モーターマン
技巧チーム次鋒。必殺技に穴があるためそれほど苦戦しない。
必殺技
レベル2 バッテリー・クロー
レベル3 ドリル・ア・ホール・スパーク
バイクマン
技巧チーム中堅。モーターマンより素早いが穴がある。
必殺技
レベル2 モーター・サイクリング・キック
レベル3 キル・ザ・スカイダイブ
パルテノン
技巧チーム副将。展開によってはゼブラとのタッグで闘うこともある。
必殺技
レベル1 神殿瓦礫崩し
レベル2 残虐技 キャンバス・プレッサー（タッグ技）
レベル3 人体化石封じ
キン肉マンゼブラ
技巧の神の刺客。素早さが高く、マリポーサ同様攻撃が読みづらい。
必殺技
レベル1 セイント・マッスル・パンチ
レベル2 残虐技 キャンバス・プレッサー（タッグ技）
レベル3 マッスル・インフェルノ（習得技）
潜在能力 影の衣（力20％アップ）
弟子入り条件 アフリカ出身
習得条件 全ての技レベル16以上にしてアフリカ訓練場で倒す
サタンクロス
知性チーム先鋒。能力が高く、攻撃パターンも読みにくいため長期戦になりがち。
必殺技
レベル1 ブレイクダンス・シュート
レベル2 忍法 人馬紙切り
レベル4 昇技 トライアングル・ドリーマー
潜在能力 忍法エスケープウォーター（回避率20%アップ）
プリズマン
知性チーム次鋒。全キャラクター中唯一体力回復能力を持つため、長期戦だと闘いが長引く。
必殺技
レベル1 キャンバス・手裏剣
レベル3 レインボー・シャワー
潜在能力 プリズム・カムバック（発動時、最大体力の30％回復）
ジ・オメガマン
知性チーム中堅。他のチームメイトよりは強いが、特殊能力がないため楽に闘える。
必殺技
レベル1 Ω血煙り牙
レベル2 ΩメタモルフォーゼNo3 通天閣
レベル3 Ωカタストロフ・ドロップ
マンモスマン
知性チーム副将。力で押してくるパワーファイター。敵キャラクターながら個人技が4つある稀有な存在。
必殺技
レベル1 パワフル・ノーズ・ブリーカー
レベル3 ノーズ・フェンシング
レベル3 ゴースト・キャンバス
レベル4 ビッグ・タスク
キン肉マンスーパーフェニックス
知性の神の刺客。王位争奪編のボス。展開によってはキン肉マンと一騎討ちになることもある。
必殺技
レベル1 超人牛裂き刑（習得技）
レベル4 マッスル・リベンジャー
弟子入り条件 なし（属性ゲージのみ）
習得条件 投げレベル23以上にしてオセアニア訓練場で倒す
キン肉アタル
キン肉スグルの兄。能力は他の王子と互角。中立ルートでは主人公に協力してくれる。
必殺技
レベル1 連続ドラゴンスープレックス
レベル2 ナパーム・ストレッチ（習得技）
レベル4 アタル版マッスル・スパーク
潜在能力 業火のクソ力（力・防御力・素早さ各10％アップ）
弟子入り条件 投げタイプ
習得条件 投げレベル20以上にして日本訓練場で倒す
時の神
超人の神の一人。今回の事件の黒幕。
必殺技
レベル1 全超人の必殺技レベル1のうちいずれかを使用
レベル2 全超人の必殺技レベル2のうちいずれかを使用
レベル3 全超人の必殺技レベル3のうちいずれかを使用
レベル4 全超人の必殺技レベル4のうちいずれかを使用

## 関連書籍
キン肉マンII世 超人聖戦史 歴史の道標の書（Vジャンプゲームブックス）
攻略本。ゲームシステム、各キャラクターの詳細やストーリーを解説。